# 니시오 미쓰노리
니시오 미쓰노리(일본어: 西尾光教, 1544년, 1616년 1월 8일)는 센고쿠 시대부터 에도 시대 전기까지의 무장, 다이묘이다. 미노 이비 번 초대 번주를 지냈다. 사이토가 3대(도산, 요시타쓰, 다쓰오키)를 섬겼으며 아즈치모모야마 시대와 에도 시대를 걸쳐 여러 주군을 섬겼다.
남자 후계가 없어 외손 니시오 요시노리가 가독을 이었다.
|  | 제1대 이비 번 번주 (미노 니시오가) 1600년 ~ 1616년 | 후임 니시오 요시노리 |